# Lont wolnotlący
Lont wolnotlący (knot) – pęczek nici lnianych lub konopnych nasączonych 5% roztworem octanu ołowiu lub azotanu ołowiu. Pali się z prędkością 0,5–1,0 cm/min.
Stosowany do zapalenia lontu wolnopalnego w celu zwiększenia odstępu czasu między momentem zapalenia, a momentem pobudzenia ładunku.